# Androsace septentrionalis
Androsace septentrionalis es una especie de plantas de la familia de las primuláceas.

## Descripción
Anual con roseta de hojas basales, y tallos erectos que aguantan una umbela de 5-30 flores blancas o rosas de largo rabillo. Tallo floral afilo, de 8-30 cm; corola de 4-6 mm de diámetro; cáliz lobulado hasta el medio. Hojas oblongas a elípticas, dentadas. Florece en primavera y verano.

## Distribución y hábitat
Norte y centro de Europa.
Habita en lugares herbosos y en montañas.